# Бейдеман, Александр Егорович
Александр Егорович (Георгиевич) Бейдеман (17 [29] августа 1826, Санкт-Петербург — 27 февраля [11 марта] 1869, там же) — русский художник, академик Императорской Академии художеств, профессор исторической живописи.
Двоюродный брат русского революционера Михаила Степановича Бейдемана.

## Биография

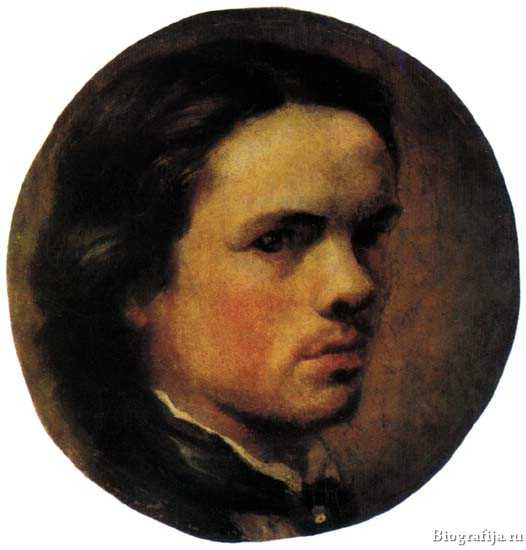
Автопортрет (1850-е)

Родился в семье коммерсанта, в дальнейшем обедневшего, вследствие неудачного снабжения армии во время Русско-турецкой войны 1828—1829 гг.

Учился в Ларинской гимназии, после окончания её, проявив художественные наклонности, в начале 40-х годов стал посещать классы Императорской Академии художеств. В 1844 году ученик по классу живописи у профессора А. Т. Маркова.

В то время были написаны композиции: «Скорбь Ахиллеса по убитом Патрокле», «Обращение Савла», «Смерть Сократа».

В 1845 году он пишет эскизы на русские исторические темы: «Приготовления к убийству св. Бориса (1015)», «Святополк Окаянный в исступлении», «Смерть Святополка Окаянного» и из библейской истории — «Воскрешение Лазаря». Эскизы носят на себе влияние школы К. П. Брюллова, проявляя некоторую эффектность и театральность.

В 1846 году выполнены эскизы: «Мать Моисея», «Моисей, взятый из воды», «Сократ застает Алкивиада во время оргии» (на обратной стороне холста нарисован эскиз 1847 года: «Побиение камнями св. Стефана»).

В 1847 году написаны: «Умовение ног», «Жезл, обращенный в змия», «Несение Христа во гроб», «Предательство Далилы», «Иоанн Предтеча отрок в пустыни», «Крещение Ольги», «Клятва Брута над телом Лукреции». Последняя композиция так понравилась К. П. Брюллову, что он просил передать Бейдеману его профессорский поцелуй.

В 1848 году исполнил эскизы: «Христос у Марфы и Марии», «Воскрешение дочери Иаира», «Дочь Кимона кормит грудью отца в темнице» и «Эсфирь перед Артаксерксом».

В 1849 году имеется всего один эскиз: «Освобождение преступного отца по просьбе сына Петром I»В это время занимался иллюстрациями для журнала «Ералаш» Михаила Неваховича, где было сделано очень много юмористических рисунков. Кроме того, в юмористическом духе сделаны эскизы: «Подсматривание купальщиц пейзажистами» и «Явился неудачный селадон» (карикатуры на товарищей).

Тогда же, под влиянием П. А. Федотова написал сцены из «Носа» Гоголя и «Исчезновение холеры».

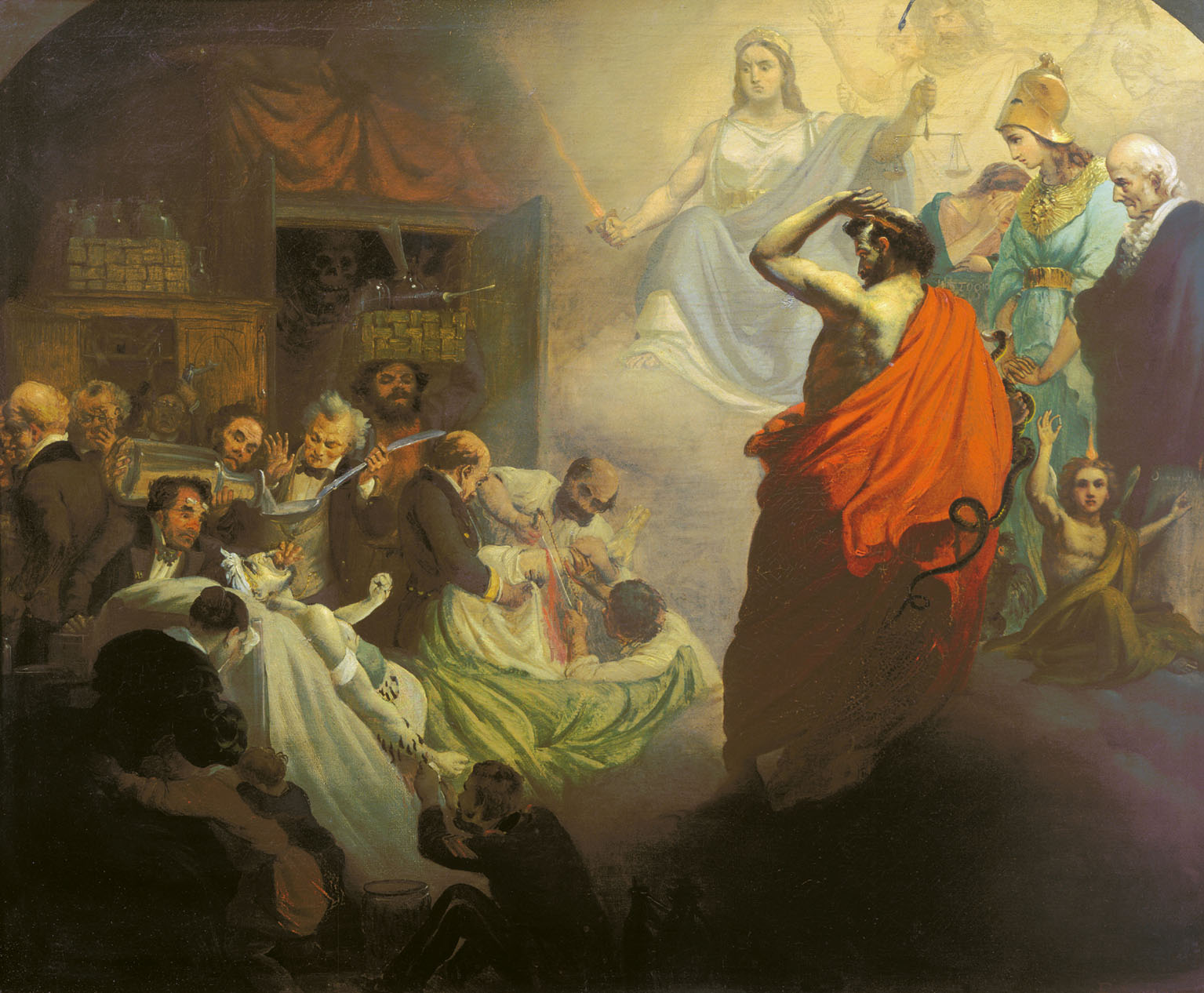
Гомеопатия, взирающая на ужасы Аллопатии (1857, ГТГ)

В 1851 году за портрет с натуры, получил первую серебряную медаль. После этого экспонировался со своими работами на четырёх академических выставках, в качестве конкурента на золотые медали.

27 сентября (9 октября) 1853 года получил 2-ю золотую медаль за картину по эскизу «Бегство в Египет».

В конкуренции с сильными академическими художниками, не смог получить большую золотую медаль, чтобы поехать в командировку в Рим от Академии и в конце 1855 года вышел из Академии.

В 1855 году выполнил эскизы акварелью и масляными красками: «Воскрешение сына вдовы Наинской», «Христос 12-ти лет беседует в храме с учителями», «Явление воскресшего Спасителя апостолу Фоме», «Вход во Иерусалим», «Отречение апостола Петра», «Распятие посреди разбойников», «Явление Христа при Тивериадском озере», «Христос благословляет детей», «Нагорная проповедь», «Денарий», «Схождение с Фавора», «Страшный суд», «Обрезание», «Примирение Иакова с Исааком», «Явление ангела Агари», «Троица», «Потоп», «Диана, несомая зефирами» (акварель) и «Обращение поэта к богине ночи» (в карандаше).

В 1856 году женился на Елизавете Фёдоровне (1833—1897).

Несмотря на отсутствие финансовых средств, в 1857 году поехал за границу, рассчитывая найти там подходящую работу. Был в Германии и Италии. Во Франции, в Париже получил заказ для строившейся там православной церкви. 

Летом 1860 году после окончания работы в Париже, возвратился в Санкт-Петербург, с начатыми картинами и множеством этюдов (виды Баварии, южной Италии и окрестностей Рима, Валгалла и др.). Из картин — «Гулянье», «Свидание на террасе», «Мотальщица», «Девочка, утоляющая жажду из родника в лесу», «Шествие со святыми дарами в Италии», «Явление младенца Иисуса св. Антонию Падуанскому», «На могиле матери», «Савояр» и этюды «живописных костюмов поселян обоего пола».

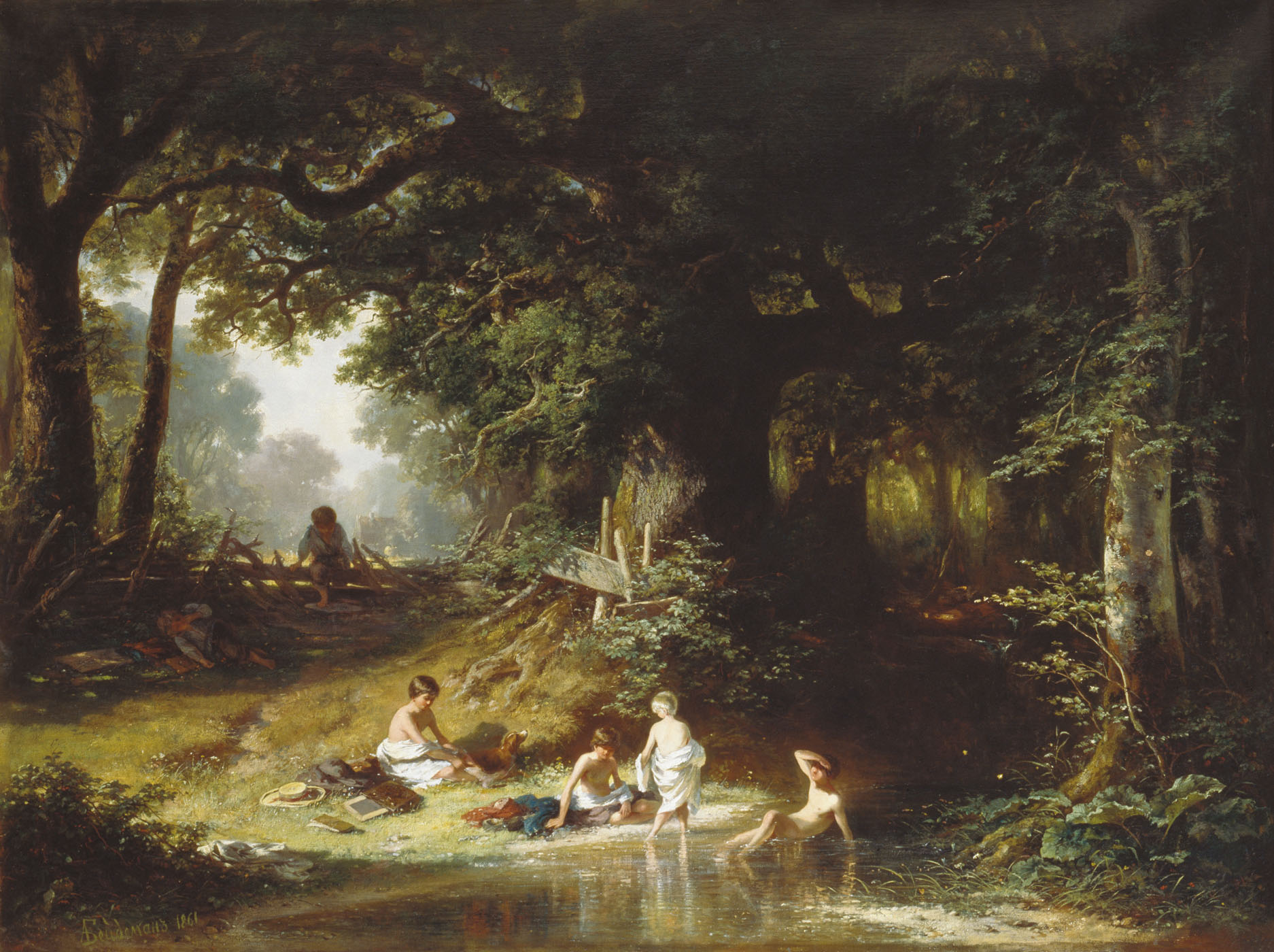
Дети у ручья (1861, частное собрание)

В Петербурге написал картину «Руфь на ниве Вооза», за которую на общем собрании Академии художеств 2 сентября 1860 года был признан академиком исторической живописи.

По ходатайству почитателей таланта и друзей, получил должность наставника в рисовальной школе Общества поощрения художников. Кроме этого, был приглашён давать уроки рисования великим князьям Алексею Александровичу и Сергею Александровичу.

6 (18) ноября 1861 года получил должность адъюнкт-профессора наставника в результате победы в конкурсе с картиной «Смерть детей Ниобеи, пораженных стрелами детей Латоны за презрение, оказанное их матери». 

В декабре 1861 года, командирован в Крым, в Ливадию, для работ в местной церкви.

Серьёзно занимался религиозною живописью, писал оригиналы для мозаики в Исаакиевский собор и образа́ по частным заказам, расписывал церкви во дворцах, в Петербурге и его окрестностях, а также в Крыму (Ливадия).

Написал образ Спасителя для усыпальницы князя Д. М. Пожарского, сделанного мозаикой, образов пророчиц Анны и Елизаветы.

Расписывал церкви: на даче великого князя Михаила Николаевича в Михайловке, в инженерном управлении и в Александровской больнице.

По его рисункам сделан иконостас для храма в военно-чертежной школе в Санкт-Петербурге.

Вследствие падения на голову гипсовой отливки, плохо прикрепленной над дверями, получил тяжёлую травму головы и умер 27 февраля (11 марта) 1869 года.

## Сын
Известно, что у А. Е. Бейдемана было много детей. Некоторые исследователи считают, что один из сыновей стал художником.

Бейдеман Георгий Александрович (?) — русский художник XIX века, автор пейзажей.

Известны «Болото в лесу» (кон. XIX века), «Новый Петергоф» (1895), «Село на высоком берегу реки».

## Память
- В конце апреля 1869 года профессора Императорской Академии художеств А. П. Боголюбов, И. А. Монигетти, П. А. Черкасов, и Н. П. Петров, сделали посмертную выставку произведений Бейдемана, устроив из них беспроигрышную лотерею в пользу семьи художника.
- В Академии художеств есть альбом, подаренный императором Александром II, в котором заключается 150 рисунков-образов, написанных или проектированных Бейдеманом.
- Известна также его акварельная картина «Апофеоз освобождения крестьян».
- Офорты «Казачий суд в Черноморье» и «Три разговаривающие жида». Оба листа — из «Живописной Украины» (приложение к журналу «Основа», 1861 г.).
- В Государственном русском музее имеется картина А. Е. Бейдемана «Сельский кабачок».
- Совместно с Львом Лагорио и Львом Жемчужниковым является автором известного портрета Козьмы Пруткова, помещенного в издании его сочинений.